# Causa di divorzio
Pour plus de détails, voir Fiche technique et Distribution.
Causa di divorzio est un film italo-allemand réalisé par Marcello Fondato, sorti en 1972.

## Fiche technique
- Titre : Causa di divorzio
- Réalisation : Marcello Fondato
- Scénario : Marcello Fondato
- Photographie : Luigi Kuveiller
- Musique : Carlo Rustichelli
- Production : Dino De Laurentiis
- Pays d'origine :  Italie |  Allemagne de l'Ouest
- Genre : Comédie
- Durée : 99 minutes
- Date de sortie : 1972

## Distribution
- Enrico Montesano : Silvestro Parolini
- Senta Berger : Enrica Sebastiani
- Catherine Spaak : Ernesta Maini
- Gastone Moschin : Avocat
- Lino Toffolo : Vladimiro Pellegrini
- Gabriella Giorgelli : Pompiste
- Arnoldo Foà : Maini
- Lino Banfi : Chef